# Adam Olearius
Adam Olearius (16 de agosto de 1603, Aschersleben – 22 de febrero de 1671, Gottorp), seudónimo de Adam Oehlschlaeger, fue un académico, geógrafo, matemático y bibliotecario alemán. 
A pesar de una infancia dura, incluyendo la pérdida de su padre a temprana edad, pudo estudiar en la universidad y licenciarse como geógrafo. Su carrera se truncó con la Guerra de los Treinta Años, aunque el príncipe Federico III le comisionó como representante científico en Rusia (visitando Balajná, el principal centro de construcción naval ruso) y en una visita al Sha de Persia. Se convirtió en secretario del embajador enviado por Federico III, y posteriormente publicó dos libros sobre los hechos y observaciones durante sus viajes.
En 1651 fue admitido en la Sociedad Fructífera.

## Obra

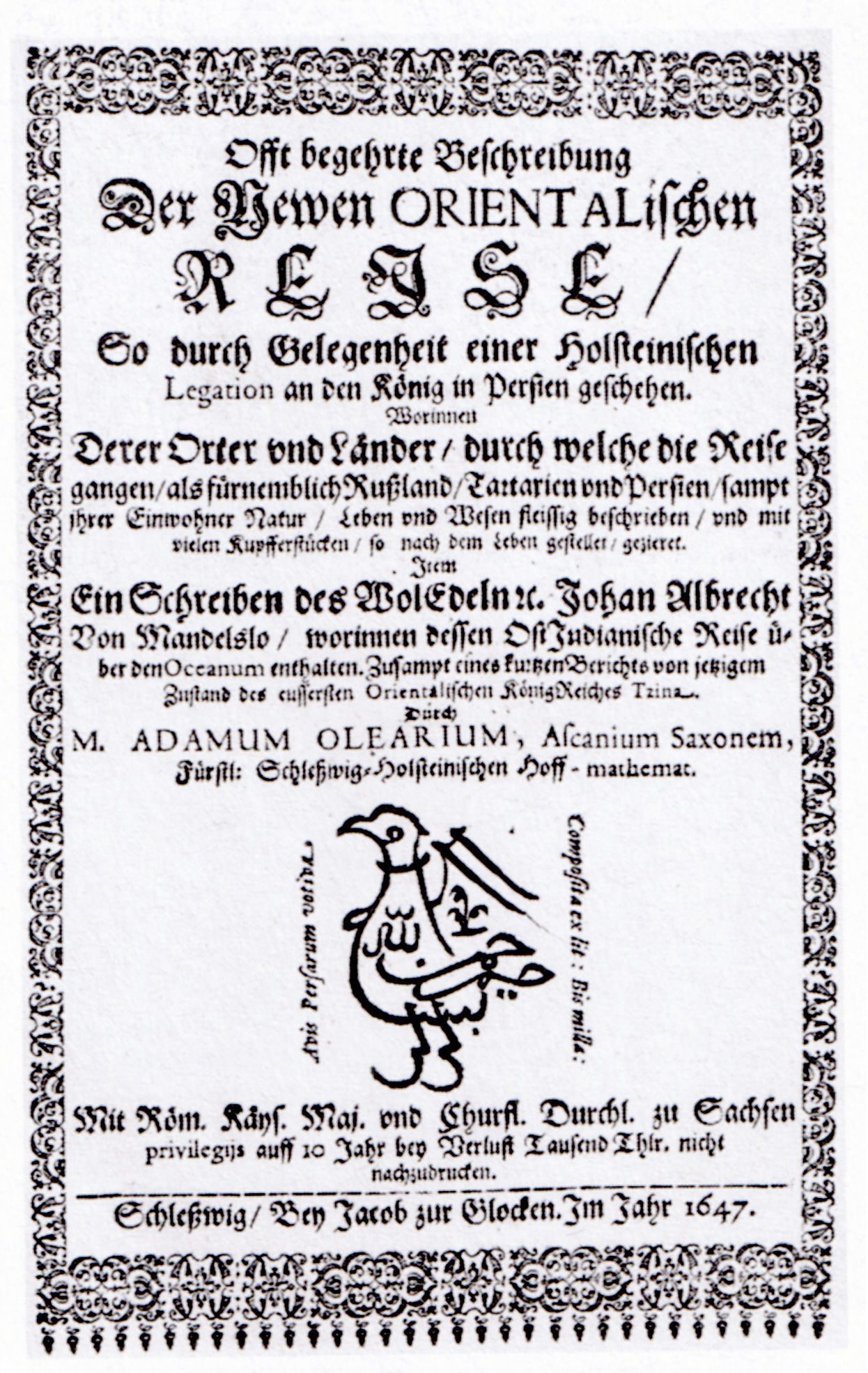
Orientalischen Reise.

Entre sus escritos destacan las obras sobre sus viajes, como su célebre Orientalischen Reise (Viajes orientales).
- Auserlesene Gedichte.
- Lustige Historie woher das Tabacktrincken kompt. Schleswig, 1643.
- Moskowitische und persische Reise: die holsteinische Gesandtschaft 1633-1639.
- Kurtze Erinnerung und Bericht von der grossen und erschrecklichen Sonnen-Finsterniß so dieses 1630. Jahrs den letzten Maij … sich sehen lassen, Leipzig 1630.
- Offt begehrte Beschreibung Der Newen Orientalischen Reise / So durch Gelegenheit einer Holsteinischen Legation an den König in Persien geschehen: Worinnen Derer Orter und Länder/ durch welche die Reise gangen / als fürnemblich Rußland / Tartarien und Persien / sampt ihrer Einwohner Natur/ Leben und Wesen fleissig beschrieben / und mit vielen Kupfferstücken / so nach dem Leben gestellet / gezieret / Durch M. Adamum Olearium, Ascanium Saxonem, Fürstl: Schleßwig-Holsteinischen Hoff-mathemat. Item Ein Schreiben des WolEdeln [et]c. Johann Albrecht Von Mandelslo: worinnen dessen OstIndianische Reise über den Oceanum enthalten; Zusampt eines kurtzen Berichts von jetzigem Zustand des eussersten Orientalischen KönigReiches Tzina, Schleswig 1647.
- Persianischer, 1654.
- Ausführliche Beschreibung der kundbaren Reyse Nach Muscow und Persien. So durch gelegenheit einer Holsteinischen Gesandschafft von Gottorff auß an Michael Fedorowitz den grossen Zaar in Muscow / und Schach Sefi König in Persien geschehen …, Schleswig 1663.
- Gottorfische Kunst-Cammer, Schleswig 1666.